# ドリン・レチャン
ドリン・レチャン（ルーマニア語: Dorin Recean、1974年3月17日 - ）は、モルドバの政治家、同国首相。データ解析専門のテクノクラート。親欧州派であり、モルドバのEU加盟を支持している。外務省公式サイトではドリン・レチェアンと表記している。
母国語のルーマニア語に加え、英語、フランス語、ロシア語に堪能である。

## 経歴

### 前半生
1974年、モルドバ北部の田舎町であるドンドゥセニで生まれる。生後すぐにドロキア県へ移住。1996年にモルドバ経済研究アカデミーを卒業し、国際経営管理の学士号を取得。2000年にニューポート国際大学で経営学修士を取得して卒業。1995年から2007年まで、母校で経済学アカデミーの講師として教鞭を取っていた。
2010年1月、レチャンは情報通信技術副大臣に任命され、ビザ自由化行動計画の一環としてICパスポートを含む様々な機械化の導入を担当した。2012年7月24日、内務大臣アレクセイ・ロイブの後任としてヴラド・フィラト内閣に入閣した。2013年のフィラト内閣総辞職後も、ユリエ・レアンカ内閣の内務大臣として再任される。2014年11月のモルドバ総選挙後、レチャンは政界引退しエコノミストとしての活動に専念すると表明。2022年2月7日、最高安全保障会議書記（国防担当大統領顧問）に任命され、政界復帰を果たした。2022年9月26日、レチャンは「モルドバは国家の安定を確保するために、もはや外交政策手段にのみ依存することはできず、その一つが中立状態である」と述べ、「モルドバは防衛力の向上に取り組み始めなければならない。資金を均等に配分し、国民の支援を得る必要がある。」と提言した。

### 首相就任後
2023年2月、ガブリリツァ内閣総辞職を受けて後任の首相に指名された。2023年2月16日、議会においてレチャンの首相就任が承認され、正式に首相へ就任した。同時にドリン・レチャン内閣が発足。就任後の公約として、沿ドニエストル地域に駐屯するロシア軍への撤退を求めると共に、前政権が掲げていたEU加盟への実行を掲げた。
同年3月1日、ルーマニアのニコラエ・チウカ首相（当時）との会談で、両国はロシアのウクライナ侵攻に関する経済関係を強化、モルドバのEUへの加盟を支持することを約束した。同年3月24日、レチャン率いる政府とEETAは2年間の交渉を経て、他の加盟国に関税を支払わずに商品を輸出できる包括的自由貿易協定に合意したと発表した。
同年5月18日、ブカレスト9の首脳会議でロシアのウクライナ侵攻を受けてモルドバはもはやロシアのガスや電気を購入していないと発表し、同国は欧州のエネルギーネットワークに統合されていると述べた。